# Starověké římské malířství

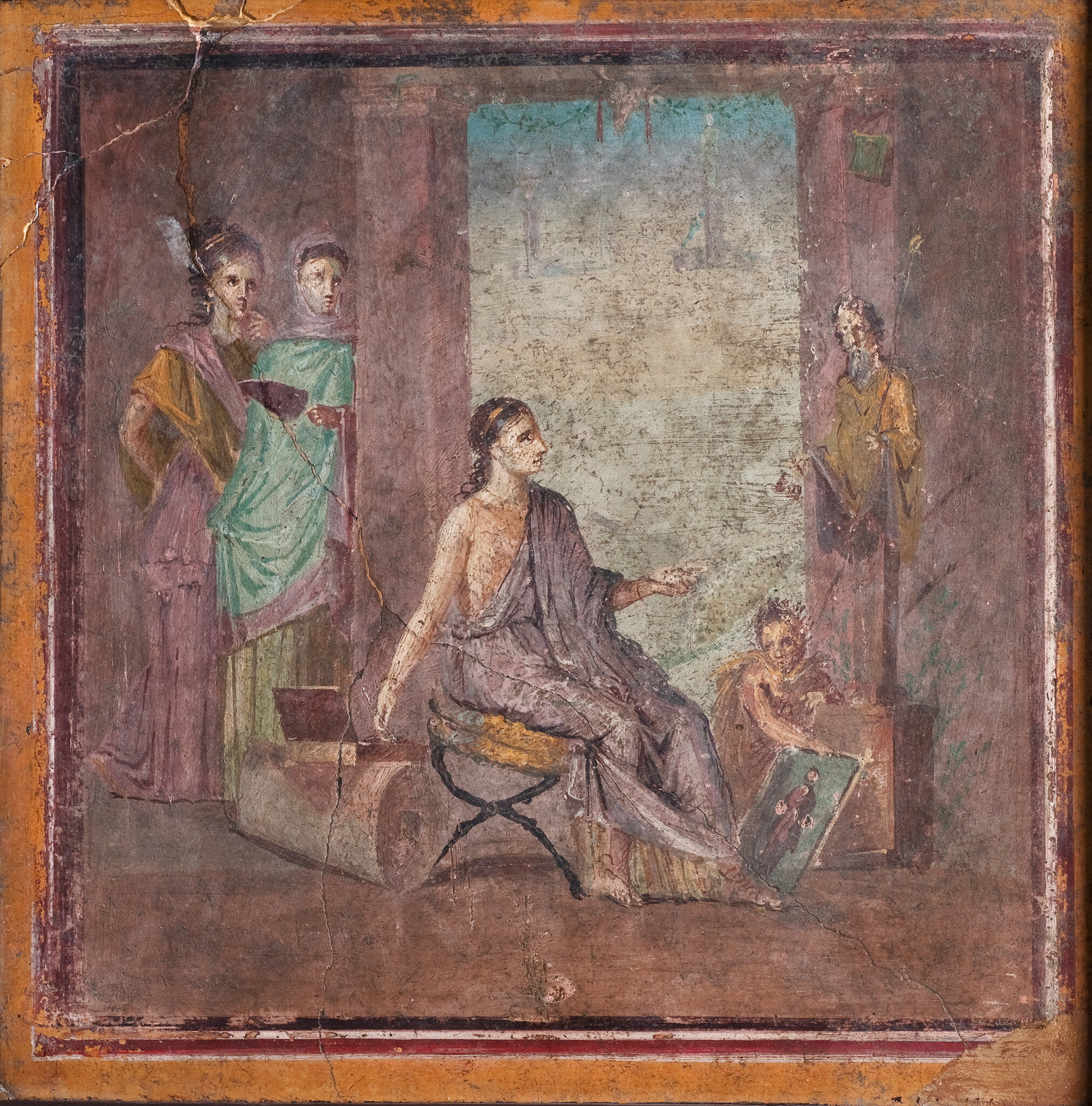
Pompejská nástěnná malba s malířem a sochou, 1. století

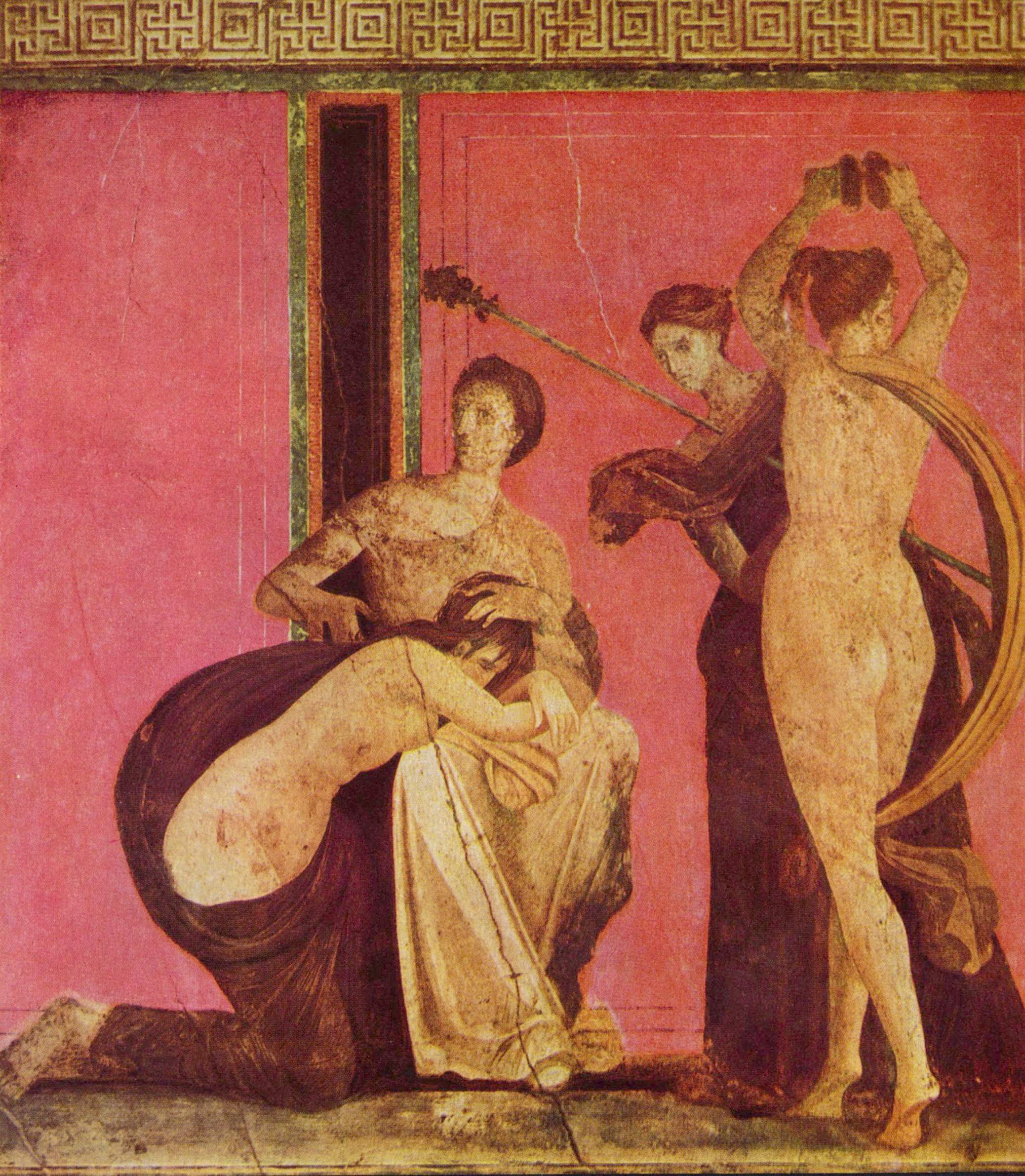
Pompejská freska z Villy mystérií s dionýsovským motivem, kolem roku 80 př. n. l.

Starověké římské malířství, tedy malířské umění starověkého Říma, patří mezi významné doklady umělecké vyspělosti římské civilizace. Spolu se sochami a reliéfními prvky zdobila výmalba interiéry a exteriéry mnoha římských soukromých, veřejných, náboženských či funerálních staveb. Významné byly triumfální nástěnné malby oslavující vítězství římského vojska. Malířství však našlo uplatnění i ve sféře privátních portrétů, obvykle malovaných na dřevo. Stejně jako v Řecku nebylo ani v Římě malířství – na rozdíl od sochařství – považováno za opravdové umění.
Ve svých počátcích bylo římské malířství ovlivněno etruským, řeckým a helénistickým uměním. V pozdějších fázích vývoje jej v souvislosti s růstem římské říše ovlivňovalo umění nových provincií, hlavně Egypta. Zatímco starší antické římské malířství je značně realistické, vykazuje pozdní antika sklon ke zjednodušování a je silně zastoupeno raně křesťanské umění.
Do dnešní doby se dochovaly zejména nástěnné malby pocházející z Pompejí a Říma. Důležitým zdrojem poznatků o portrétním umění jsou pohřební mumiové portréty, které se díky suchému klimatu v hojném počtu dochovaly v egyptském Fajjúmu. Náboženské umění je uchováno ve starokřesťanských katakombách a zbytcích svatyň.

## Historický vývoj
Nejdříve se v Římě malovalo na dřevo. Plinius starší někdy mezi lety 69–79 napsal, že jediným opravdovým malířstvím je malířství na dřevo, které v jeho době téměř vymizelo na úkor malířství nástěnného, jež mnohem více vyjadřovalo bohatství jeho vlastníků než jejich umělecký vkus. Zároveň uvádí, že prvním římským malířem byl Gaius Fabius Pictor (latinsky Malíř), který kolem roku 450 př. n. l. vyzdobil chrám bohyně Salus (obecného blaha a zdraví). Tato malba se dochovala až do doby vlády císaře Claudia, kdy ji zničil požár.

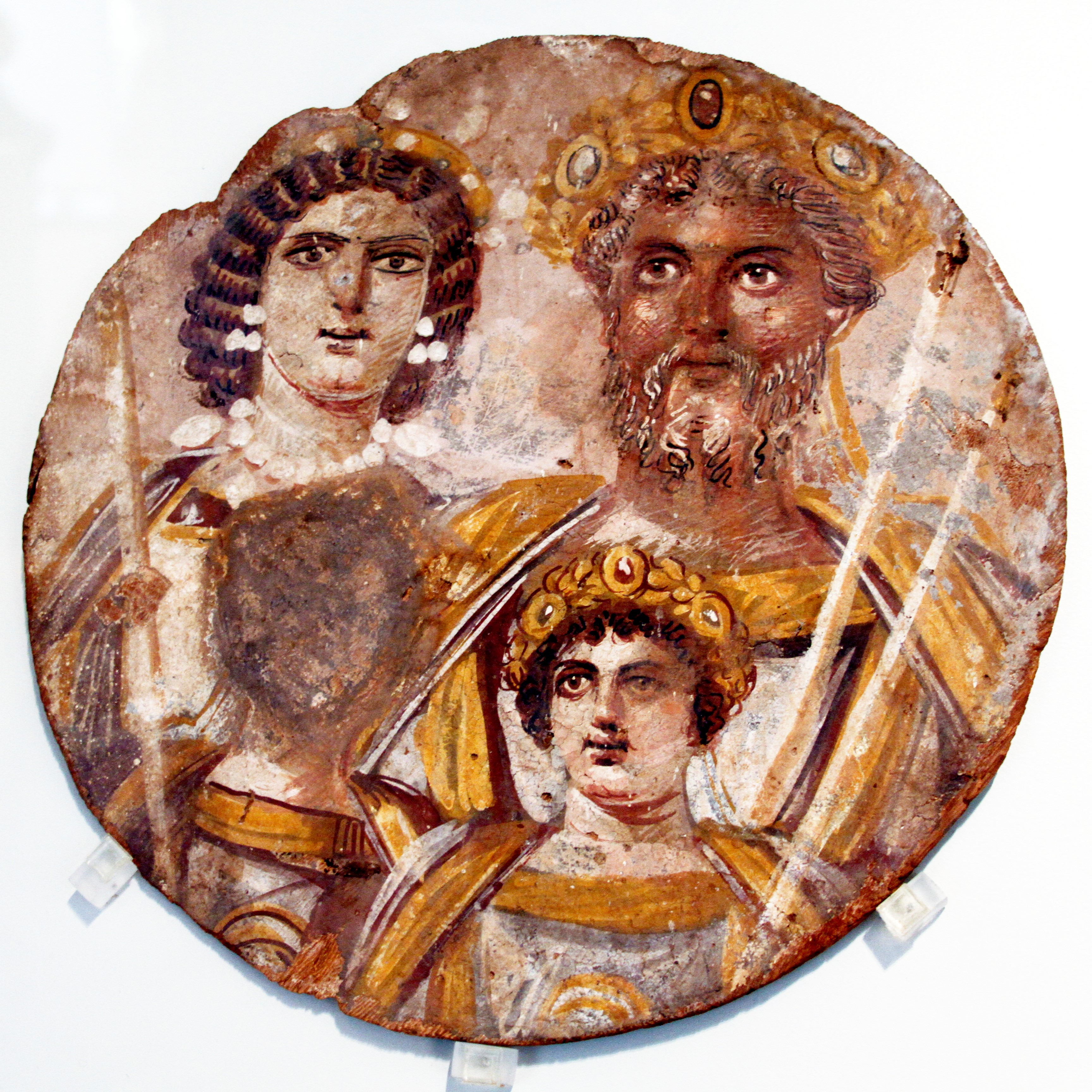
Severovské tondo, kolem roku 200

Největšího rozvoje římské malířství dosáhlo v období mezi polovinou 2. století př. n. l. a zničením Pompejí výbuchem Vesuvu roku 79 n. l. Počátečním impulsem bylo dobytí Řecka v roce 146 př. n. l., po němž začali do Itálie přicházet řečtí umělci, buď ze svého rozhodnutí nebo byli přímo povoláváni bohatými římskými občany. Velké množství uměleckých děl se z Řecka do Říma dostalo již dříve jako součást válečné kořisti vojevůdce Lucia Aemilia Paulla po dobytí Makedonie a Epeiru v letech 168 a 167 př. n. l.
Následujících několik staletí znamenalo rozvoj nástěnného malířství i jiných forem umění a jejich šíření do dalších římských provincií. Tento styl výzdoby se uplatnil v soukromých i veřejných stavbách. Vedle nástěnného se objevilo také malířství triumfální, vytvářené jako propaganda vojevůdců a císařů. Pozadu nezůstalo ani oblíbené panelové malířství, v němž vynikly například fajjúmské mumiové portréty z Egypta.

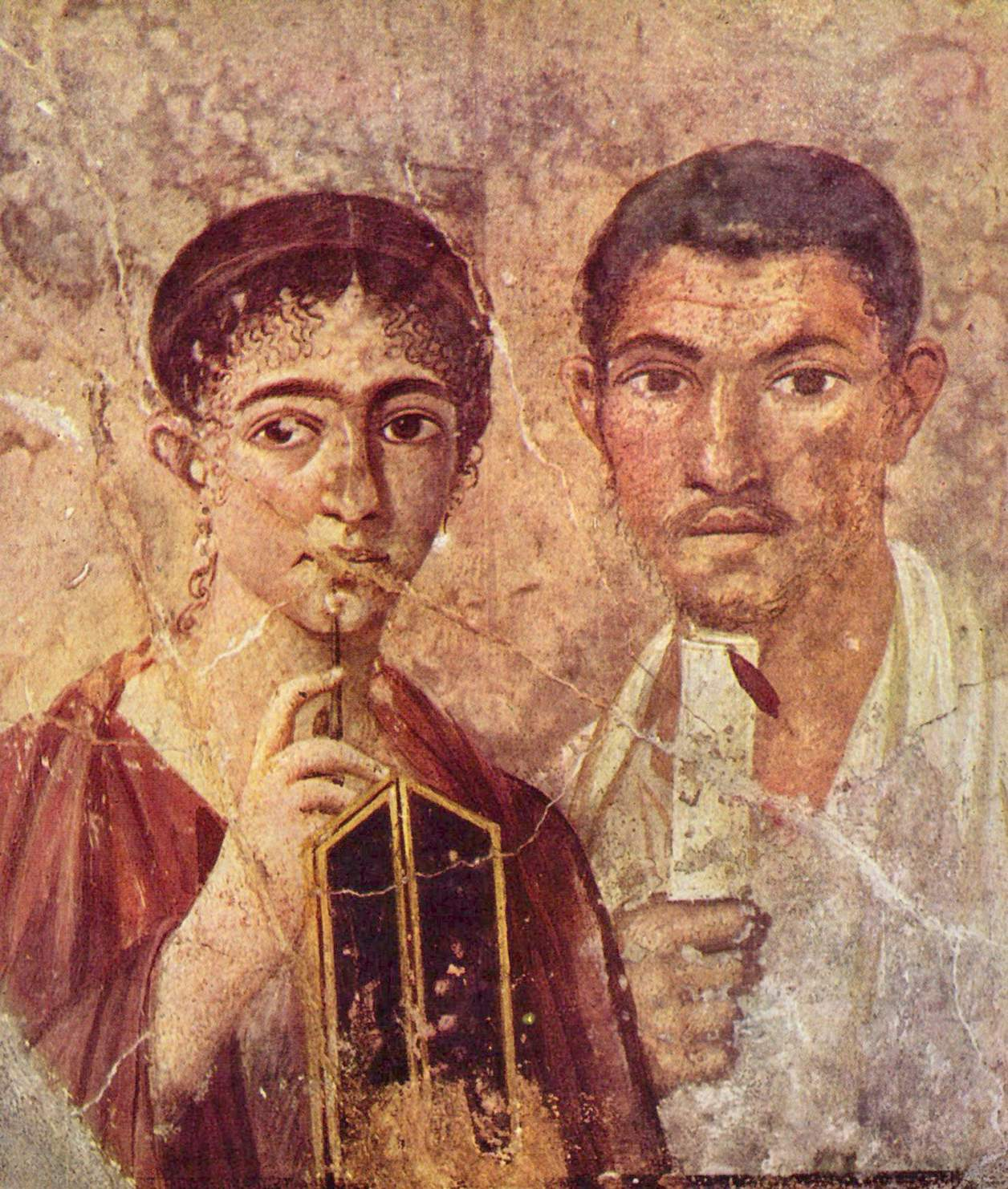
Paquius Proculus a jeho žena, 20–30 n. l.

V období pozdní antiky mělo římské malířství mnohdy spíše grafický charakter. Zájem umělců a občanů se obrátil k mozaikám a raně křesťanským motivům. V průběhu 3. až 5. století došlo k úpadku klasických forem vedoucímu ke schematismu, přílišné dekorativnosti a kolosalitě.[zdroj?]

## Pompejské nástěnné malířství
Pompejské nástěnné malířství je nejvýznamnějším příkladem římského malířství. Poprvé je popsal německý archeolog August Mau a rozdělil je do čtyř základních stylů podle období vývoje, motivů a použitých malířských technik. Podle těchto stylů se dodnes klasifikuje nástěnná výzdoba starořímských domů.

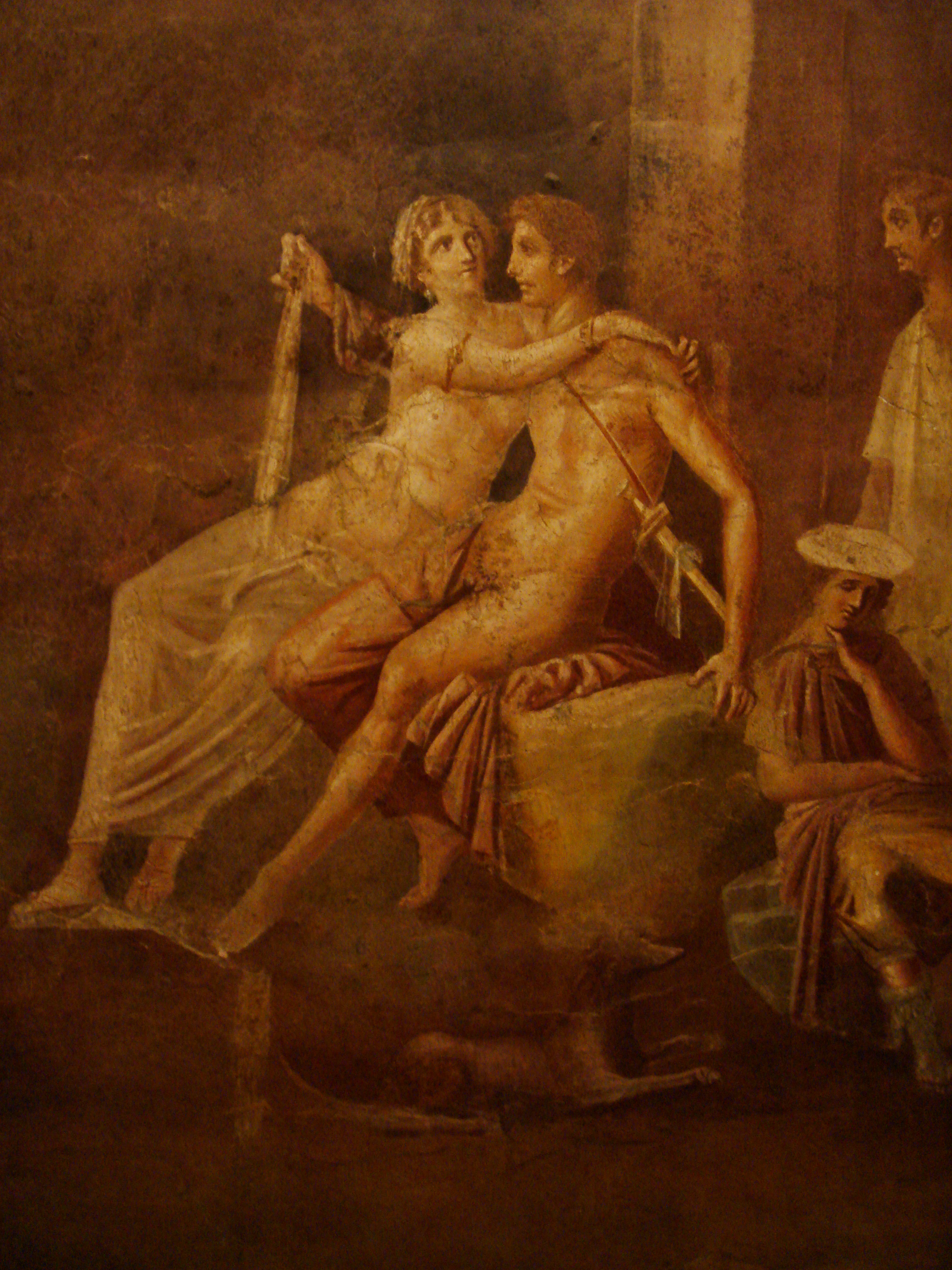
Aeneás a Dido na fresce ve třetím stylu, 10 př. n. l.–45 n. l.

První styl, takzvaný inkrustační nebo strukturální, se objevil na počátku 2. století př. n. l. a odezněl kolem roku 80 př. n. l.. Malby napodobovaly strukturu zdiva, zejména mramorové kvádry nebo dřevěné trámy, malované živými barvami. Vznikl pravděpodobně jako inspirace freskami na zdech ptolemaiovských paláců na Blízkém východě a řeckými vzory. Souvisel s postupným šířením římské říše směrem na východ (počínaje obsazením Řecka roku 146 př. n. l. a vytvořením provincie Achaia). Malby tohoto stylu byly nalezeny ve Faunově domě v Pompejích nebo v tzv. Domě gryfů v Římě.

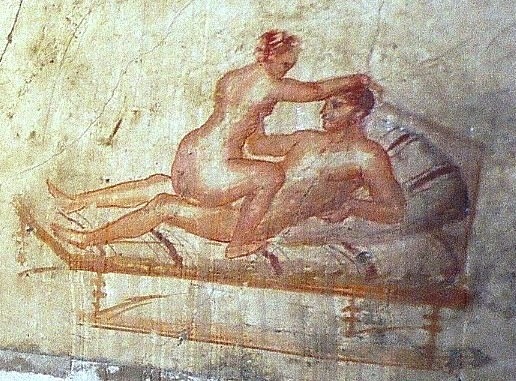
Pompejská freska s erotickým motivem, 1. století

Druhý styl iluzivní architektury nebo architektonický se rozšířil počátkem 1. století př. n. l.. Šlo o malby architektonických prvků (například portiků, širokých oblouků či architrávů) na vnitřních stěnách domů využívající jednoduchou trojrozměrnou perspektivu. Později se začaly objevovat iluzivní motivy krajiny a zátiší, následované prvními mytologickými a divadelními výjevy. Záměrem této výzdoby bylo pomocí perspektivy opticky zvětšit prostor místnosti. Příklady je možné spatřit v některých místnostech tzv. Vily Mystérií nebo Vily Labyrint v Pompejích či v Liviině vile za hradbami Říma.

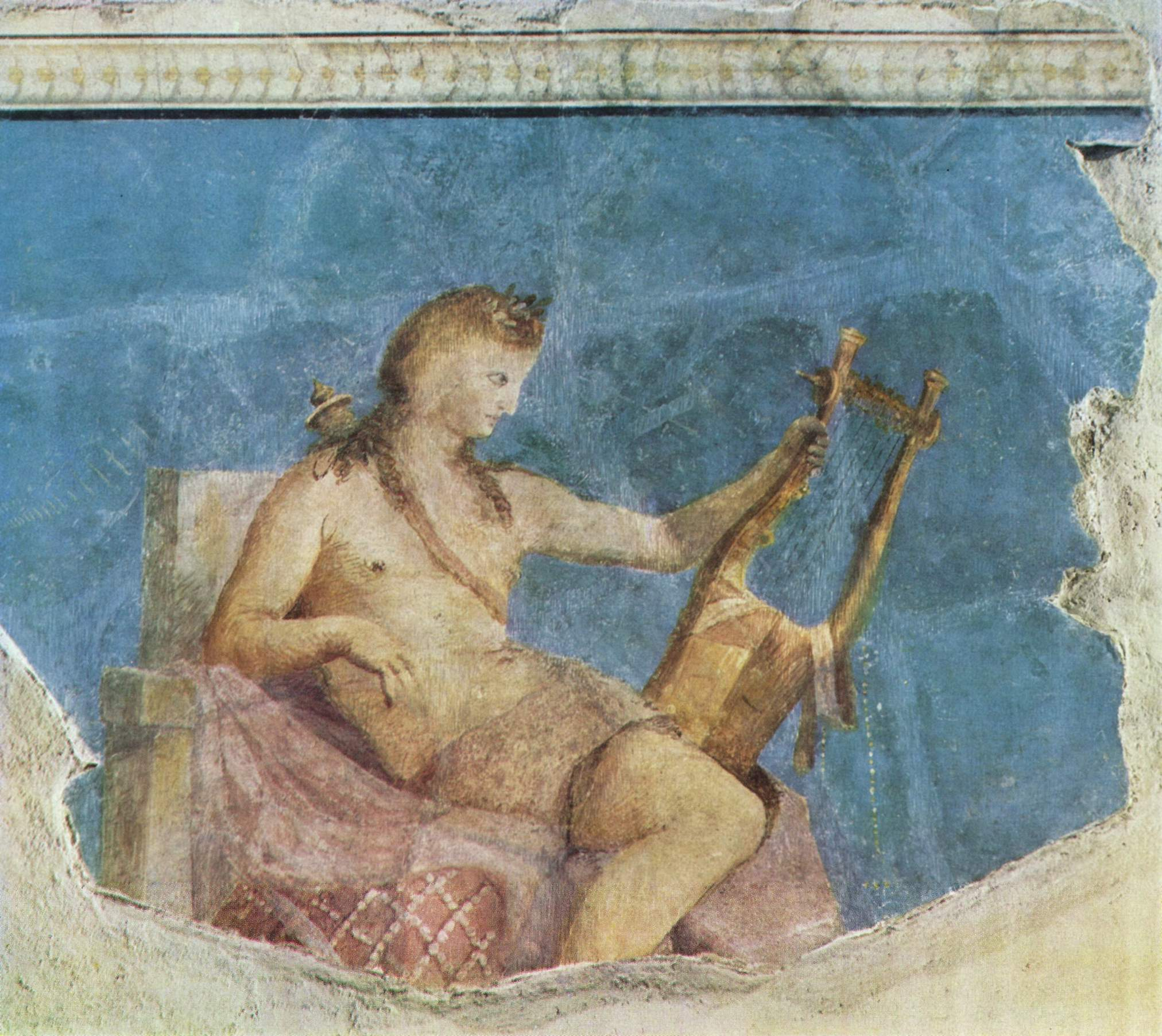
Apollón s kitharou – freska z římského Palatinu, kolem roku 50

Třetí styl zvaný ornamentální vznikl mezi lety 20 př. n. l. a 10 př. n. l. jako reakce na strohost druhého stylu. Jeho existence je doložena až do roku 60. Využíval efekt figurativních a barevných orámovaných obrazů. Objevovaly se motivy zvířat a rostlin. Základem byl vždy centrální prvek, kolem něhož byly rozmístěny další motivy. Zeď byla takto rozdělena na tři až pět vodorovných pásů. Na rozdíl od druhého stylu již nešlo o optické zvětšení prostoru místnosti či vyvolání dojmu hloubky scén. Nejvýznamnější příklady tohoto stylu byly nalezeny za Michelangelova života v Neronově Zlatém domě. Na rozdíl od ostatních stylů se těchto maleb dochovalo jen málo, ale podstatně ovlivnily renesanční ornamentální styl.
Čtvrtý neboli fantaskní styl se objevil kolem roku 60 př. n. l. a představoval kombinaci předchozích dvou stylů. Využíval iluzivních architektonických prvků, množství ornamentů, perspektivního zobrazení a figurálních motivů k vytvoření zcela nového způsobu kompozice. Jednotlivé scény znázorňovaly otevřené portiky, okna či balkóny s lidskými nebo mytologickými postavami, také zátiší nebo přírodní motivy. Doklady je možné spatřit na stěnách Domu Dioskúrů a Apollónova domu v Pompejích nebo na některých freskách Neronova Zlatého domu.

## Triumfální malířství

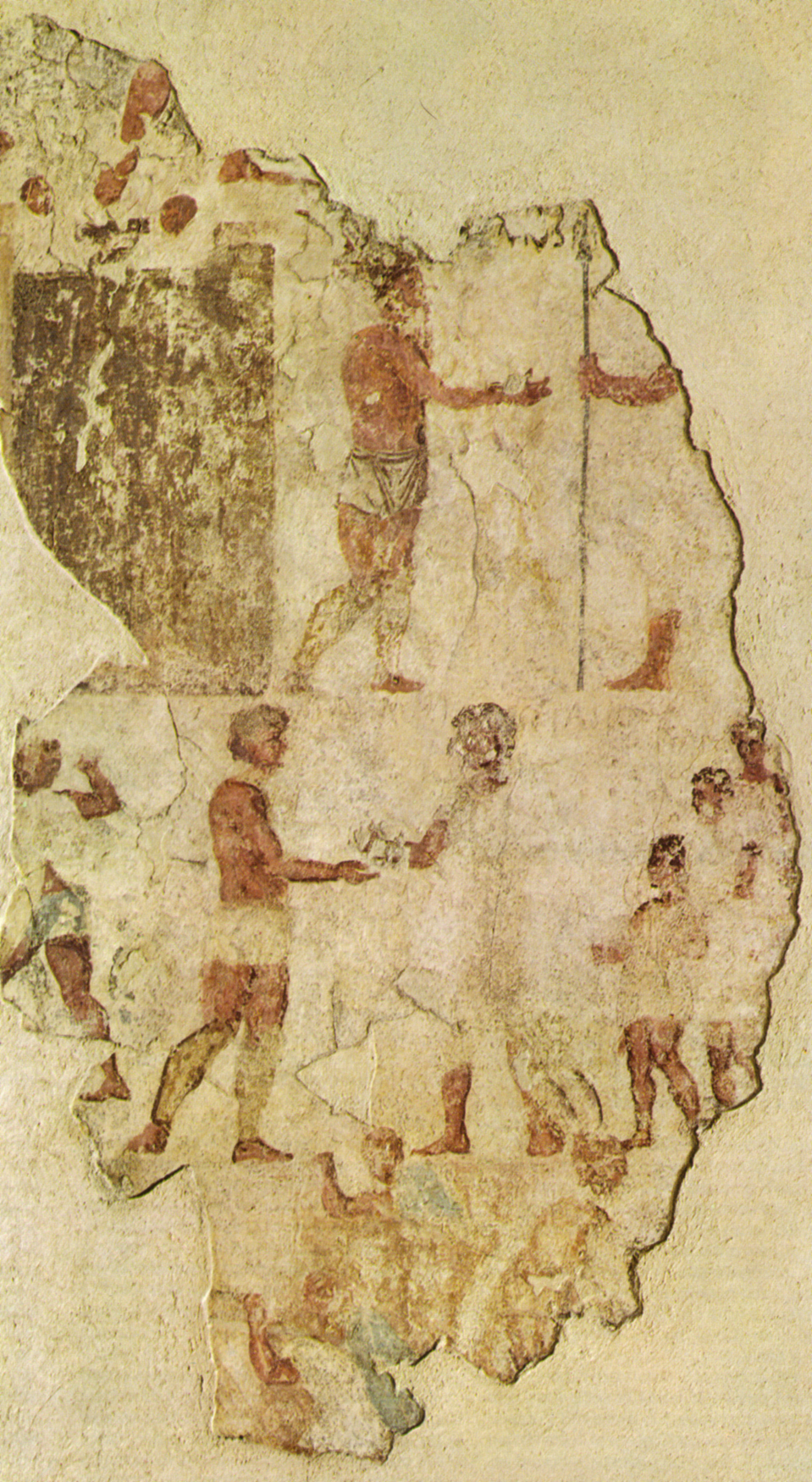
Esquilinská freska nejspíše se scénou ze 2. války proti Samnitům, mezi lety 300–280 př. n. l.

Triumfální malířství se v Římě objevilo přibližně ke konci 4. století př. n. l.. Šlo hlavně o obrazy vojenských vítězství oslavující klíčové scény konfliktů nebo dobytí měst. Jedny z nejstarších dokladů byly nalezeny v hrobce vojevůdce Quinta Fabia Maxima Rulliana na římském Esquilinu. Představují výjevy z druhé války proti Samnitům roku 326 př. n. l. a jsou podobně jako historické reliéfy tvořeny několika scénami položenými vedle sebe v horizontálním pásu. Zde se jedná o bitvu, setkání vojevůdce Fabia s vojevůdcem nepřátel a jednání o kapitulaci města před jeho hradbami.
V roce 211 př. n. l. se do Říma vrátil vojevůdce M. Claudius Marcellus, který dobyl řeckou kolonii Syrakusy. S sebou přivezl bohatou kořist s mnoha uměleckými díly, kterou podle Plútarcha představil na triumfálním průvodu městem. Nošení maleb při triumfech hrálo v tomto i následujícím období důležitou propagandistickou úlohu pro politické a náboženské instituce.
V období římské republiky se v malířství objevovala hlavně tematika územní rozpínavosti říše včetně souvisejících vítězných bojů, jako byly punské války či dobytí Makedonie v roce 168 př. n. l. Tyto malby obsahovaly motivy bitevních scén s krajinou na pozadí a byly z propagandistických důvodů umísťovány na veřejných místech. Jejich nedílnou součástí byly rovněž postavy personifikací (například vodních toků nebo města Říma).
Flavius Iosephus ve svém díle popisuje malbu oslavující Vespasianovo a Titovo dobytí Jeruzaléma v roce 70 během první židovské války.
V pozdním období bývaly triumfálními malbami zdobeny sarkofágy bohatých občanů. Zároveň tvořily součást dekorací na mnoha významných památkách: Titově oblouku a oblouku Septimia Severa nebo na Traianově a Hadrianově sloupu. Jednalo se o série scén, které dohromady ztvárňovaly jeden celek, příběh oslavující vojenská vítězství císaře.

## Deskové malířství

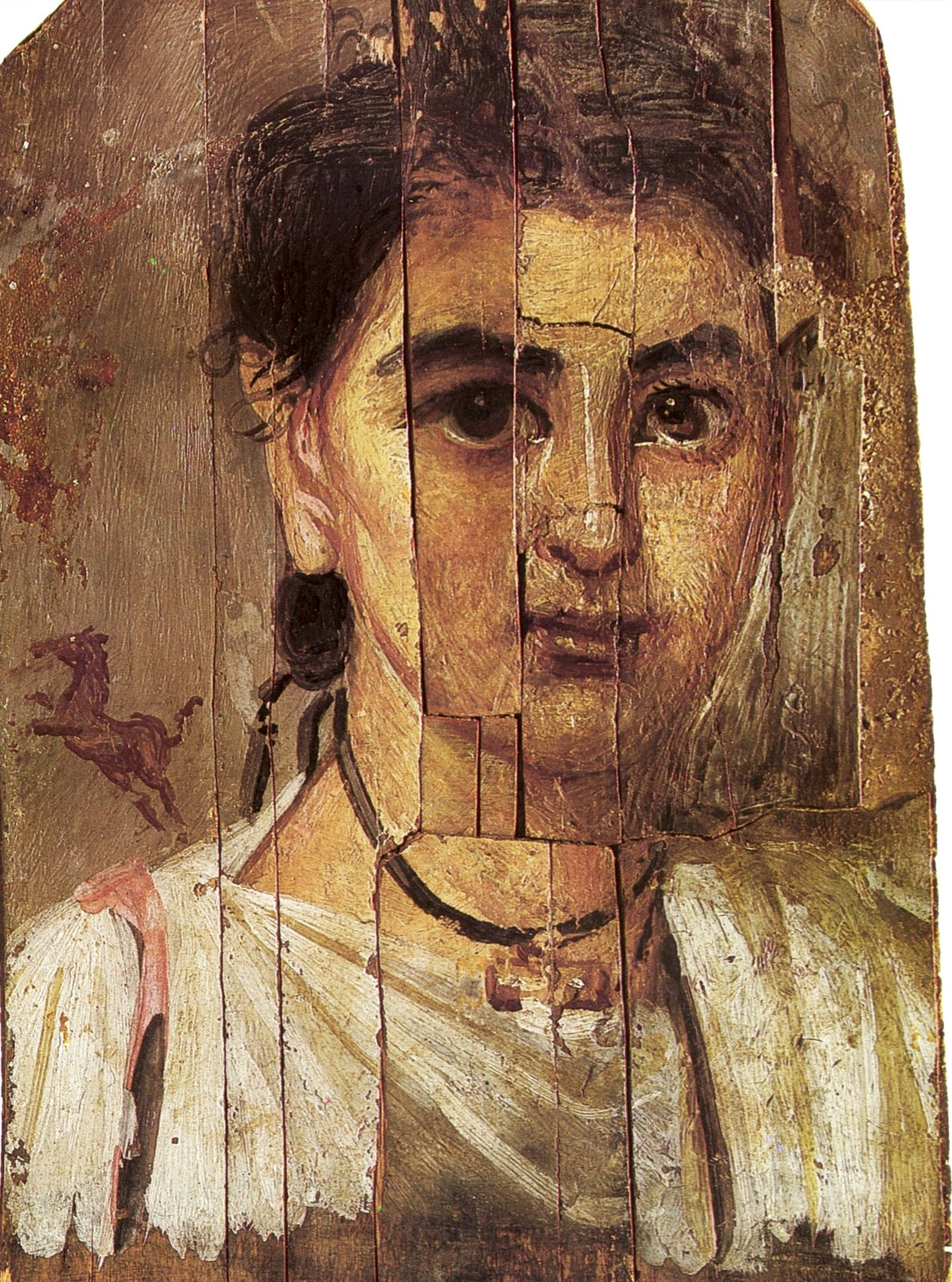
Fajjúmský mumiový portrét chlapce z 2. poloviny 2. století

Deskové malířství patřilo mezi oblíbené techniky. Při jeho tvorbě se využívalo temper nebo metody enkaustiky s použitím horkého barevného vosku na dřevěné panely. Kvůli tomu, že dřevo není dostatečně trvanlivý materiál, se do dnešní doby dochovalo jen málo příkladů. Patří mezi ně severovské tondo pocházející nejspíše z Egypta s portréty císaře Septimia Severa, jeho manželky Iulie Domny a synů Caracally a Gety, nebo známé fajjúmské mumiové portréty, taktéž z Egypta, které se do dnešní doby zachovaly v počtu asi 900 exemplářů. Tyto malby byly taktéž vytvářeny technikou enkaustiky nebo pomocí temper. První uváděné bývaly většinou v kvalitnějším provedení. V egyptském pohřebním ritu se vyskytovaly do období od konce 1. století př. n. l. nebo počátku 1. století n. l. Doba ukončení jejich produkce se odhaduje na polovinu 3. století.
Jednalo se o mužské i ženské portréty malované na dřevěné desky připojované k mumiím, které nahradily původní malbu na kartonáž, hojně používanou ve faraonském období. Zobrazovaly hlavu nebo hlavu a horní část hrudníku z frontálního pohledu. Pozadí bývalo většinou jednobarevné, někdy s drobnými ozdobnými prvky. Dodnes jsou nacházeny na nekropolích, ve většině případů ve výborném stavu díky suchému a horkému egyptskému klimatu.

## Malířství v pozdní antice

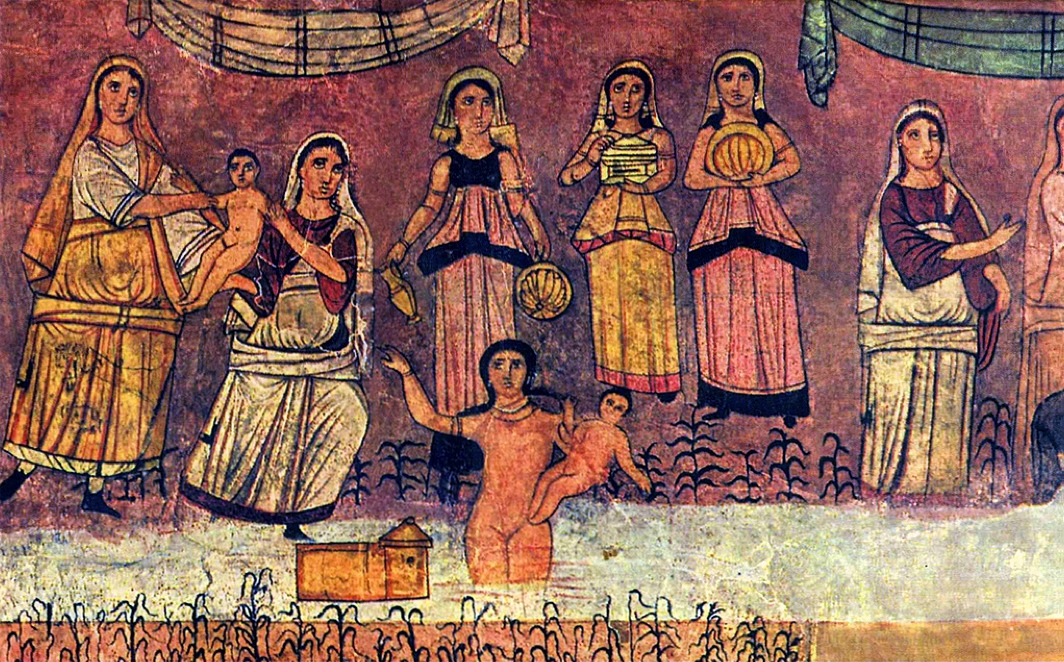
Freska s nalezením Mojžíše v řece, mezi lety 244–255

Od 3. století se v římském malířství začaly mnohem více objevovat mytologické motivy. Ve stejné době též v Římě vznikaly první raně křesťanské podzemní katakomby. Jejich stěny zdobily malby napodobující výzdobu soukromých domů doplněné o křesťanské symboly. V následujícím období křesťanští malíři začali přejímat staré pohanské motivy, zejména dionýsovské nebo orfeovské, které interpretovali jako novozákonní. Jejich díla tak nevzbuzovala pozornost u polyteistických Římanů, kteří křesťany pronásledovali. První malby s ryze křesťanskou tematikou byly jednoduché a jejich postavy byly zobrazovány frontálně. Nejčastějším motivem byl Dobrý pastýř (symbol Krista), prorok Jonáš či Ježíš a jeho skutky.
V tomto období se v malířství začala stále více projevovat abstraktní stylizace motivů a postupem času se postavy schematizovaly. Krajina na pozadí bývala mnohdy vyjádřena pouze několika skromnými tahy štětce, protože malíři ztratili zájem zobrazovat prostor. Ke zjednodušování taktéž spělo soudobé sochařství.

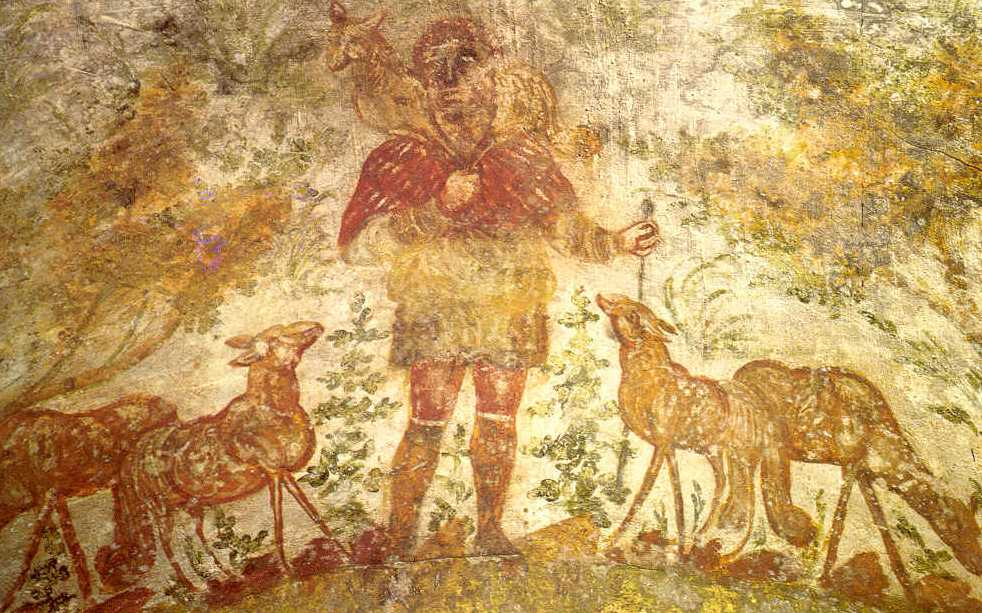
Freska s Dobrým pastýřem z Domitilliných katakomb, kolem roku 200

Jednou z nejvýraznějších malířských památek z pozdní antiky jsou fresky ze židovské synagogy ve městě Dura Európos, která se díky svému zasypání při stavbě nového městského opevnění zachovala téměř neporušená. Její stěny byly zdobeny biblickými scénami s lidmi a zvířaty včetně Mojžíše přijímajícího Desatero božích přikázání nebo Mojžíše odvádějícího izraelský lid z Egypta. V jedné ze zasypaných staveb byla objevena domácí křesťanská svatyně s baptisteriem a zachovanými raně křesťanskými malbami.